# لارو (آرکانزاس)
لارو (به انگلیسی: Larue) یک منطقهٔ مسکونی در ایالات متحده آمریکا است که در شهرستان بنتون، آرکانزاس واقع شده‌است. لارو ۳۵۳٫۸۸ متر بالاتر از سطح دریا واقع شده‌است.